# Danone România
Danone România face parte din Grupul Danone prezent în 120 de țări și unul dintre liderii mondiali din industria alimentară, deținând locul 1 în lume în fabricația de produse lactate proaspete și locul 2 în lume în domeniul apelor minerale îmbuteliate și a alimentației pentru bebeluși. 
Grupul Danone a înregistrat în 2011 vânzări de peste 19 miliarde de euro. 
Grupul Danone are 4 divizii: lactate proaspete, ape, nutriție infantilă și medicală.
Pe piața de lactate din România, Grupul Danone este prezent încă din anul 1996, devenind lider al acestei piețe în 2000.

## Istoric în România
Danone România a luat naștere în anul 1996 prin achiziționarea fostei fabrici de lactate Miorița din București.
În 1997 încep operațiunile companiei prin importarea de iaurturi cu fructe din Polonia și Ungaria. Pentru piața românească acesta a reprezentat primul contact cu acest tip de iaurturi.
În 1999 se lansează pe piață primele iaurturi fabricate local: Danone Natural și Delicios.
În anul 2000 Danone devine lider pe piața lactatelor proaspete din România, poziție pe care o menține și astăzi.
Danone România are astăzi în portofoliu peste 60 de referințe de produse. Brand-urile companiei sunt NutriDay, Activia, Actimel, Danonino, Casa Bună, Danette, Cremosso, Savia și Disney. 
În fabrica din România se produc zilnic aproximativ  1 milion de pahare de iaurt.

## Responsabilitatea socială
În Danone România responsabilitatea socială se concentrează în jurul următoarelor programe:

### Spre Vest
Are ca scop dezvoltarea fermelor care colaborează cu Danone. Până acum, 79 de fermieri au beneficiat de investiții în săli și echipamente de muls, tancuri de răcire și stocaj al laptelui și de juninci cu potențial genetic ridicat. Principalul rezultat al programului este creșterea cantității și a calității laptelui produs.

### Cupa Hagi Danone
Este o competiție de fotbal pentru copii cu vârste între 10 și 12 ani desfășurată la nivel național. Campioanele fiecărei etape se întâlnesc într-un turneu național organizat de Ziua Copilului (1 iunie), iar marea câștigătoare a turneului reprezintă România în finala internațională a Danone Nations Cup.
La nivel mondial, Danone Nations Cup este cea mai importantă competiție fotbalistică pentru copii sub 12 ani, susținută de FIFA, organizată de către Grupul Danone înca din 2000. Această competiție se organizează în 40 de țări în care Danone este prezent, iar ambasadorul ei este Zinedine Zidane.

### Programe caritabile
Programul „Zâmbet pentru viitor”, adresat copiilor bolnavi de cancer, își propune să aducă o îmbunătățire a calității vieții acestor copii și să contribuie la creșterea șanselor de supraviețuire ale acestora.
Programul se adresează atât  medicilor de familie și pediatrilor (pentru care se organizează cursuri ce îi ajută să identifice într-un stadiu incipient simptomele bolii), cât și pacienților din spitale (prin intermediul colaborării cu Asociația Little People ce oferă suport psihologic copiilor și părinților pe secțiile de oncopediatrie). De asemenea, își propune să contribuie la susținerea specialiștilor în domeniu pentru elaborarea și promovarea unei strategii naționale pertinente pentru dezvoltarea serviciilor de oncologie pediatrică.

## Grupul Danone

### Istoria
Numele Danone vine de la „Danon”, numele de alint al lui Daniel, fiul lui Isaac Carasso, fondatorul iaurtului Danone
Primele iaurturi au fost produse în anul 1919, în Barcelona, cu fermenți proveniți de la Institutul Pasteur.
Zece ani mai târziu, a fost inaugurată prima fabrică de iaurturi la marginea orașului Paris.
Compania și-a continuat extinderea, unul dintre cele mai importante parteneriate fiind cel din 1973, cu Grupul BSN, unul dintre cei mai mari producători de sticlă.
Antoine Riboud, președintele BSN, a preluat conducerea noii companii, rămânând la conducerea acesteia până în anul 1996, când a predat ștafeta fiului său, Franck, actual CEO al Grupului Danone.

### Cercetare
Danone a creat și susține Institutul Danone, ce își propune să creeze o structură în care experții în nutriție și sănătate din întreaga lume să poată lucra împreună și să contribuie la sensibilizarea profesioniștilor din domeniu și a publicului larg cu privire la importanța unei diete sănătoase.
Proiectele derulate nu au scop comercial, iar caracterul științific al acestora este dovedit de echipa compusă din specialiști de renume în domeniul medicinei, nutriției și științelor umane.
Cu 18 institute deschise în întreaga lume, organizarea a peste 175 de evenimente de informare dedicate specialiștilor din domeniul sănătății și dezvoltarea a aproximativ 4500 de tulpini de fermenți lactici și vegetali, Grupul Danone a sărbătorit în 2009, 90 de ani.

### Alte programe
Franck Riboud, Directorul General al Grupului Danone declară că strategia de responsabilitate socială a companiei se concentrează în jurul derulării programelor pe termen lung cu un impact mai ridicat pentru beneficiari decât o simplă sponsorizare.
În Bangladesh, Grupul Danone în parteneriat cu fondatorul Grameen Bank și câștigătorul Premiului Nobel pentru pace în 2006, Muhammad Yunus, a înființat compania Grameen Danone Foods.  Astfel a fost dezvoltată o fabrică de produse lactate care oferă iaurturi ce răspund necesităților nutriționale ale populației din Bangladesh.
Unul dintre cele mai de succes{ proiecte ale companiei a fost crearea produsului “Shokti Doi” care are o ridicată valoare nutritivă având însă un preț accesibil populației cu venituri scăzute.